# Companyia de Tramvies i Ferrocarrils de València
La Companyia de Tramvies i Ferrocarrils de València, en castellà Compañía de Tranvías y Ferrocarriles de Valencia, coneguda per les seues sigles CTFV i popularment com a "Cacaus, Tramussos, Faves i Vi" fou una companyia privada de ferrocarrils del País Valencià activa des de 1917 a 1964 i que prestava servei de ferrocarril i autobus. La seu s'hi trobava al carrer del cronista Rivelles, número 1, a l'actual estació del Pont de Fusta.

## Història

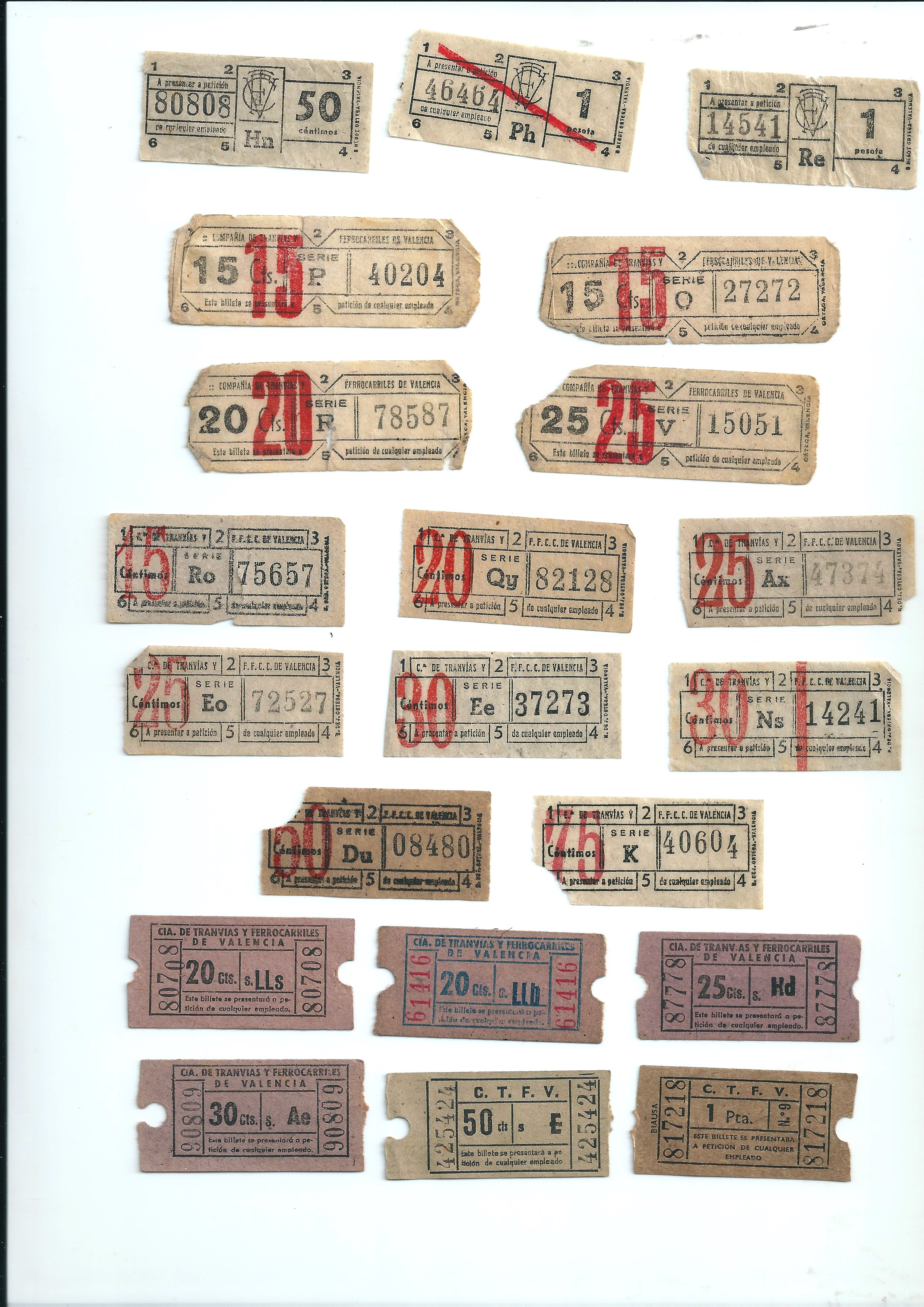
Bitllets de la CTFV

La Companyia de Tramvies i Ferrocarrils de València (CTFV) es creà l'any 1917 fruit de la unió de la Societat Valenciana de Tramvies (SVT), la Compagnie Génerale des Tramways de Valence (Espagne) Société Lyonnaise (successora de la Societat General de Tramvies (SGT)), coneguda com La Lionesa. Abans de la fusió, la SVT prestava servei a la zona nord i oest de València i sa perifèria, mentres que la SGT, al sud.
La primera Guerra Mundial va dificultar enormement els primers anys de vida de la CTFV, a causa de la impossibilitat de renovar vehicles i importar materials de recanvi. A pesar de tot, van continuar els treballs d'electrificació, tant en ferrocarrils com en tramvies. L'any 1919 va ser un any de greus tensions socials, que van desembocar en la creació d'un economat per als treballadors i jubilats de l'empresa.
El 18 de juliol de 1936, com a conseqüència de la sublevació militar contra la República, va esclatar una vaga que duraria 15 dies. El 3 d'agost, el Sindicat Nacional del Ferrocarril de la CNT va confiscar la companyia, que va ser dirigida per un Consell Obrer, l'actuació del qual es va ser contínuament desbordada pels esdeveniments del conflicte. Els bombardejos que va patir la ciutat, especialment a la zona marítima i els seus encontorns, on s'ubicaven els tallers de la CTFV, van deixar un parc de vehicles en pèssim estat i una companyia en gran deteriorament. Finalitzada la guerra, la CTFV va començar a reparar les instal·lacions i el material mòbil deteriorat.
A poc a poc la CTFV va recuperar la seua antiga puixança i va arribar a cotitzar les seues accions a les borses de Madrid, Barcelona i Bilbao. El 6 de febrer de 1941, va subscriure un acord amb l'Ajuntament pel qual se suprimia la duplicitat autobusos-tramvies o ferrocarrils per a un mateix recorregut. Va ser el primer intent de coordinar el transport de la ciutat. Eixe mateix any, es van escometre reformes en les línies, van arribar els tramvies de la sèrie 400 i es van transportar més de 112 milions de viatgers. Al 1942, la CTFV va dissenyar un pla, el Metropolità de València, per a implantar un enllaç subterrani que unira els ferrocarrils de la zona de Llíria amb els de Castelló. El projecte va ser rebutjat pels tècnics municipals. D'altra banda, les reticències governatives a l'increment de les tarifes, van immobilitzar la capacitat regenerativa de la companyia. Al 1948, es va tancar l'accés al mercat de capitals, es va suspendre el pagament de dividends i el crèdit de la CTFV va patir un seriós revés. El transport valencià va entrar en crisi.
L'1 de juliol de 1964, el personal de la xarxa d'autobusos urbans, va crear "SALTUV" sota la tutela municipal, deixant a la CTFV únicament amb la gestió ferroviària. Gestió que va abandonar l'1 de novembre de el mateix any, fent-se càrrec l'Estat a través d'EFE, de totes les línies interurbanes de la CTFV. Administrades per EFE, van passar el 1965 a mans de FEVE durant 22 anys fins que el 10 de novembre de 1986, aquestes línies reverteixen a l'ens públic "Ferrocarrils de la Generalitat Valenciana" (FGV) un dels objectius de FGV va ser la creació del Metro de València, coordinant tots els transports interurbans de la rer que afectaven la zona d'influència de la capital. El Metro iniciat a l'octubre de 1988, va concloure la seva primera fase el 1994. El 1988, els FGV explotaven tres línies amb una longitud de 124 km dels quals 13 eren suburbans, amb 39 estacions, 17 baixadors i 21 parades de tramvia, transportant l'any anterior 21.089.201 viatgers.

## Línies

### Trens
| Via | Línia       | Inauguració | Llargaria | Itinerari |
| --- | ----------- | ----------- | --------- | --- |
| 3   | Llíria      | 1888        | ?         | Pont de Fusta · Marxalenes · Benicalap · Empalme · Benimàmet · Carolinas · Campament · Paterna · Canyada · Plà · Eliana · Pobla de Vallbona · Benaguasil 1r · Benaguasil 2n · Llíria |
| 4   | Bétera      | 1891        | ?         | Pont de Fusta · Marxalenes · Benicalap · Empalme · Burjassot · Burjassot-Godella · Godella · Rocafort · Massarrojos · Montcada · Seminari · Masies · Bétera                          |
| 5   | Rafelbunyol | 1891        | ?         | Pont de Fusta · Alboraia · Almàssera · Meliana · Foios · Albalat · Museros · Massamagrell · Pobla de Farnals · Rafelbunyol                                                           |
| 6   | El Grau     | 1891        | ?         | Pont de Fusta · Baixador Benimaclet · Benimaclet · Carrasca · Cadena · Termes · les Arenes · Grau                                                                                    |
| -   | Castelló    | 1894        | ?         | Jesús · Sant Isidre · Paiporta · Picanya · Torrent · Realón · Picassent · Omet · Espioca · Alginet · Carlet · Benimodo · l'Alcúdia · Montortal · Massalavés · Alberic · Castelló     |
| -   | Torrent     | 1894        | 8,38 Km   | Jesús · Sant Isidre · Paiporta · Picanya · Torrent |
| -   | Natzaret    | 1944        | 4,87 Km   | Jesús · Creu · Fonteta · Russafa · Barraca · Natzaret |

### Tramvia
| Línies de tramvia de la CTFV a València (1960)                                               | | |                                                                        | |
| - Línia 1 - Pza. Caudillo - Barques - La Glorieta - P. d'Aragó - C. del Grau - La Malva-rosa | - Línia 2 - Pza. Caudillo - Est. Nord - Gran Via - P. d'Aragó - C. del Grau - Gov. Moreno - Pl. del Cabanyal | - Línia 4 - Pza. Caudillo - Est. Nord - Gran Via - P. d'Aragó - C. del Grau - Drassanes - Natzaret - Pl. de Natzaret | - Línia 5 - Comte Trénor - La Glorieta - Colón - Xàtiva - G. de Castro | - Línia 6 - Matías Perelló - José Antonio - Pere III - General Prim - Russafa - Colón - La Glorieta - Pau - Pl. Reina - Campaners - Pl. Verge - P. de Serrans - Sagunt |

- 7. Russafa-Mislata
- 8. Plaza del Caudillo-Gran Via-Alameda
- 9. Plaza del Caudillo-Cementeri
- 10. Plaza del Caudillo-Ferran el Catòlic
- 11. Estació Valenciana - Patraix
- 12. Pau-Governador Moreno-Gran Via
- 14. Pau-Natzaret-Gran Via
- 16. Mercat d'Abastiments-Plaza del Caudillo-Sagunt
- 20. Silla-València
- 21. Torrent-València
- 22. Manises-València
- 23. Godella-València
- 24. Pobla de Farnals-València

## Material rodant

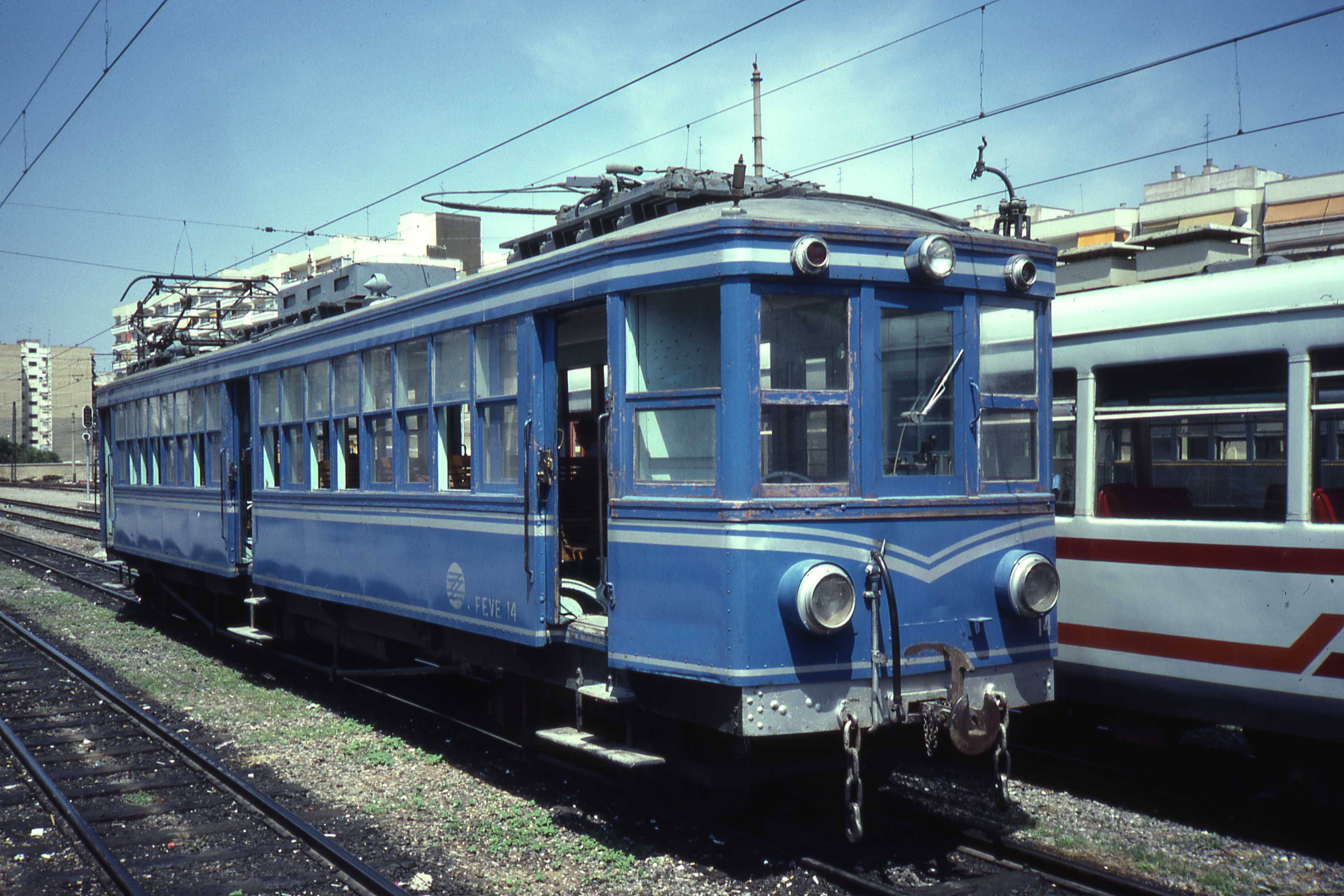
Sèrie 1-15
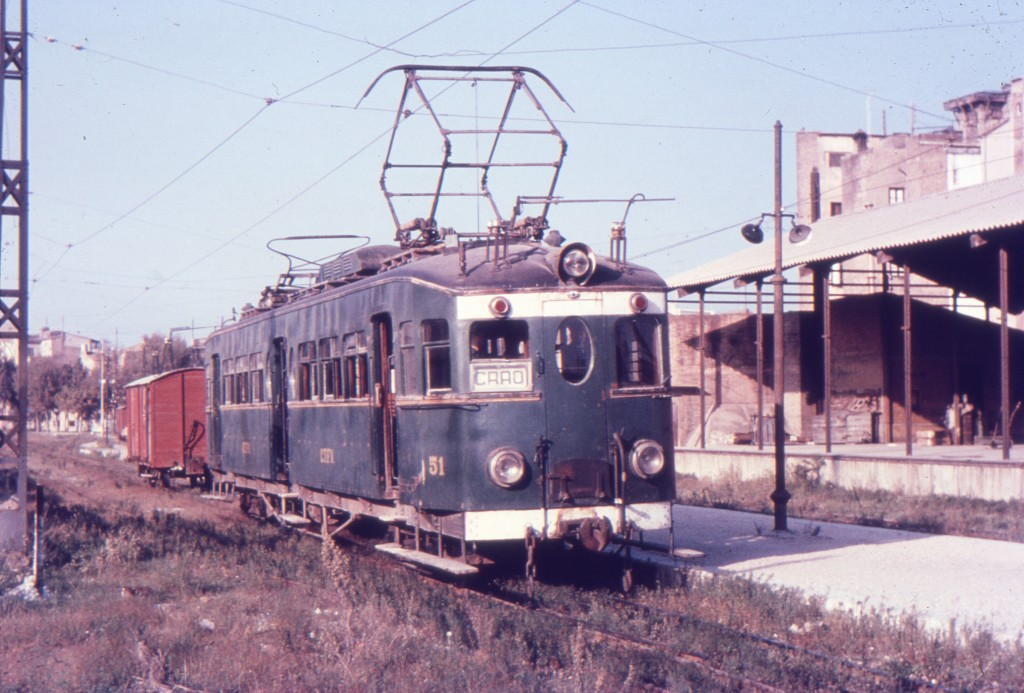
Sèrie 50
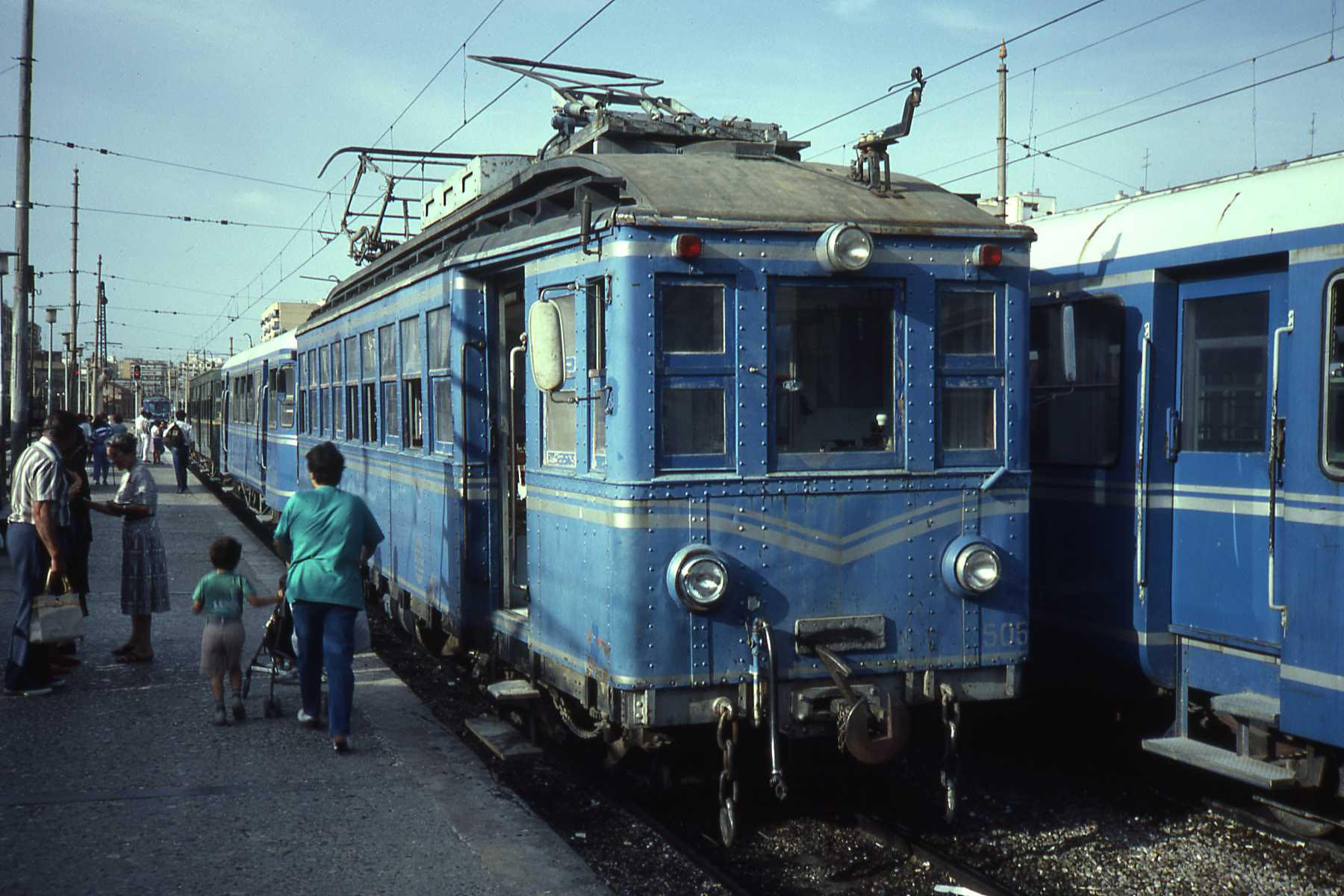
Sèrie 500
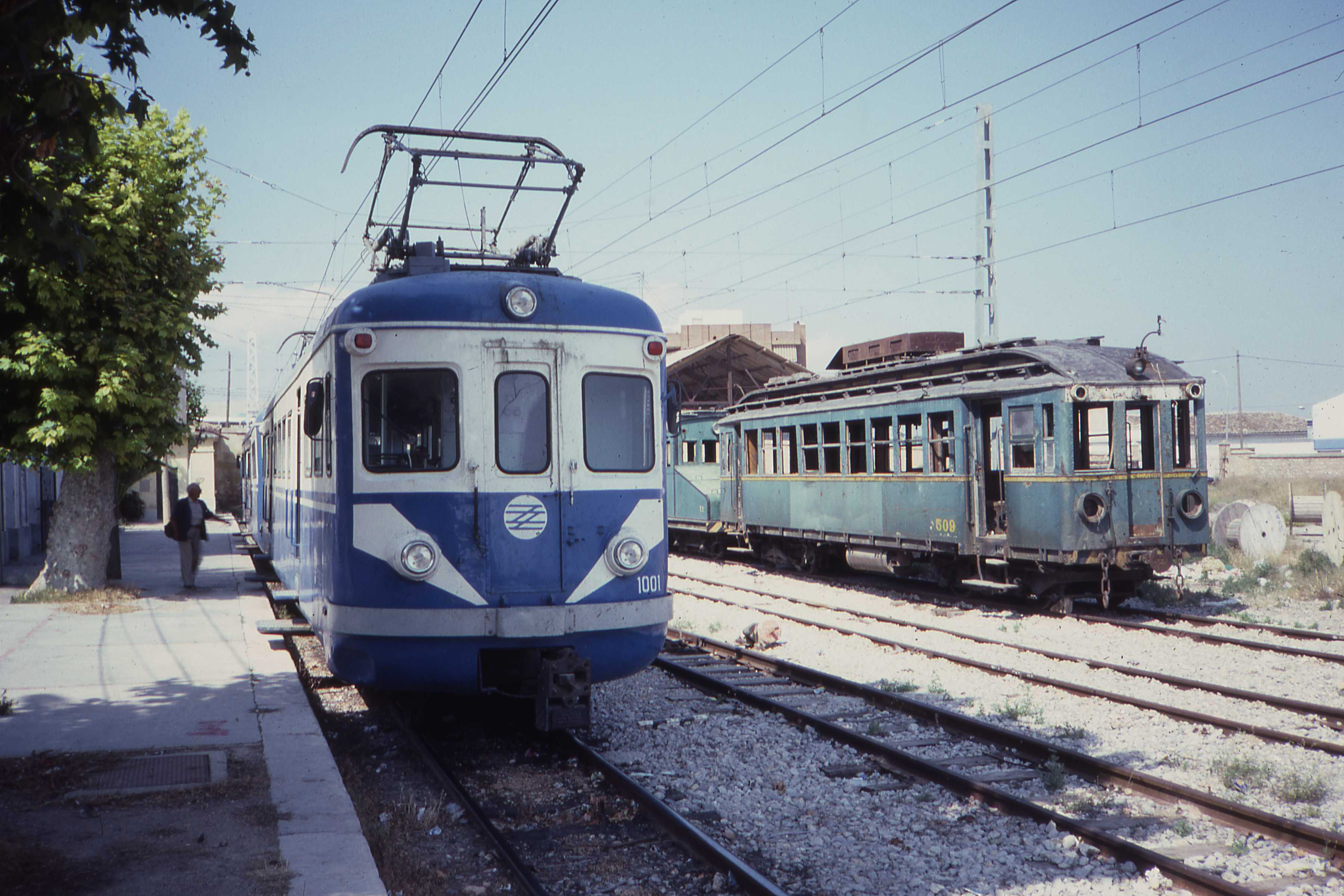
Sèrie 1000